# Айконсиам
Айконсиам (англ. Iconsiam) — многофункциональный комплекс на берегу реки Чаупхрая в Бангкоке, Таиланд. Включает в себя большой торговый центр, который открылся для публики 9 ноября 2018 года, а также отели и жилые дома. Проект стоимостью 54 млрд бат (1,5 млрд долларов США) был совместно разработан таиландским застройщиком Siam Piwat, MQDC Magnolia Quality Development и Charoen Pokphand. Комплекс включает в себя самое высокое здание в Таиланде: 70-этажное здание Magnolia Waterfront Residences и шестое по высоте здание в стране: 52-этажное здание Mandarin Oriental Residences.

## Характеристика

### Строения
- 525 000 м² общей торговой площади[8].
- Универмаг Takashimaya и розничный магазин Apple Store[9][10].
- Зрительный зал/выставочный зал на 3000 мест[11].
- Музей наследия Айконсиам (Речной музей Бангкока), совместный проект с Департаментом изящных искусств Министерства культуры Таиланда[12].
- Два жилых здания, Magnolia Waterfront Residences (318 м2 и 70 этажей, 300 квартир) и The Residences at Mandarin Oriental, Бангкок (272 м2, 52 этажа, 146 квартир).
- Прибрежный парк площадью более 10 000 м2 вдоль реки Чаупхрая и прибрежная дорожка[13][14].

### Здание ICS
- Пристройка к текущему торговому центру.
- 244-комнатный Millennium Hilton Bangkok by Hilton Hotels & Resorts.

## Транспорт
Айконсиам расположен рядом со станцией Чароен-накхон Gold line в Бангкоке. Открылся 16 декабря 2020 года. Айконсиам работает с Центром городского дизайна и развития (UDDC) в Университете Чулалонгкорн, морским департаментом Министерства транспорта и Администрацией Бангкока по модернизации четырёх речных пирсов: Сатхорн, Ратчавонг, Тхадиндаенг и Ратчаневи — к июню 2019 года. На территории построено четыре пирса для частных лодок и общественных паромов. Посетители могут воспользоваться паромом, предоставляемым Айконсиам, с разных пирсов: Сатхорн, Шератон Хотел Бангкок, Си-Фрайя.

## Награды
Проект получил несколько наград за дизайн с момента своего открытия, в том числе:
- Лучший дизайн года на церемонии вручения премии World Retail Awards 2019, организованной Всемирным конгрессом розничной торговли[19].
- Первый приз в категории «Лучший торговый центр» на церемонии вручения премии MAPIC Awards 2019 в Каннах.
- Премия VIVA Best-of-the-Best Design and Development Award 2020 года[20].
- Один из четырех финалистов премии MPIM International Real Estate Awards 2021 года в категории «Лучший торговый центр»[21][22].